# Muzeum im. Leokadii Marciniak
Muzeum im. Leokadii Marciniak w Gałkowie Dużym – społeczna placówka kulturalna, jedyna w powiecie wschodniołódzkim i w gminie Koluszki. Gromadzi zbiory etnograficzne, historyczne, archiwalne o charakterze regionalnym, a także narzędzia rolnicze i militaria. Organizuje wystawy, konkursy, imprezy kulturalne. Wydaje publikacje naukowe, popularnonaukowe i literackie. Kierownikiem muzeum jest mgr inż. Małgorzata Pakuła. Opiekunami muzeum są także inż. Andrzej Potański i Dominik Trojak.

## Siedziba i godziny otwarcia muzeum
Od roku 2003 muzeum mieści się w budynku Miejskiej Biblioteki Publicznej w Koluszkach, filia w Gałkowie Dużym przy ul. Dzieci Polskich 20. Muzeum jest otwarte w środę w godzinach 15:30-17:30. W pozostałe dni jest udostępniane po uprzednim zgłoszeniu chęci zwiedzania.

## Historia muzeum
Pomysł stworzenia muzeum regionalnego zrodził się w roku 2002 wśród przedstawicieli lokalnej inteligencji. Muzeum powstało ostatecznie w roku 2003 z inicjatywy dra inż. Andrzeja K. Łuczaka (1946-2010), mgr inż. Małgorzaty Pakuły i Tadeusza Stawiaka. Po licznych staraniach związanych z pozyskaniem lokalu i jego adaptacją do celów wystawienniczych Muzeum im. Leokadii Marciniak zostało otwarte 25 września tegoż roku przy okazji uroczystości związanych ze 140. rocznicą bitwy pod Gałkowem stoczonej przez powstańców styczniowych z oddziałem armii rosyjskiej. 
W latach 2003–2010 muzeum zorganizowało liczne konkursy (m.in. „Gałkówek w obiektywie”, „Gałkówek w poezji”, „Moje ulubione miejsce w Gałkówku”) i siedem wystaw czasowych (m.in. wystawę „Ziemia łódzka w ogniu - rok 1914” w roku 2007; wystawę lamp ze szkła witrażowego; wystawę malarstwa; wystawę haftu ludowego; wystawę karykatur; wystawę militariów z I wojny światowej i wystawę ikon), imprezy kulturalne (m.in. majówkę historyczną w roku 2008). Uczestniczyło w Festiwalu Dialogu Trzech Kultur (2007), a także w obchodach 600-lecia Gałkowa (2008). Muzeum otoczyło opieką dawne, historyczne już cmentarze w okolicach Gałkowa.

## Zbiory
W muzeum eksponowane są dokumenty życia społecznego (m.in. stroje lokalne, mundury), narzędzia i maszyny rolnicze (m.in. radła, pługi, brony, kierat konny, kultywator konny, siewnik, dołownik, kopaczka gwiazdowa), liczne przedmioty codziennego użytku, fotografie mieszkańców i budynków wiejskich, mapy i dokumenty, militaria z czasów pierwszej i drugiej wojny światowej, ilustracje dotyczące bitew i potyczek zbrojnych w okolicach Gałkowa.

## Patronka muzeum
Patronką muzeum została wybrana Leokadia Marciniak (1913-2001), nauczycielka, wybitna działaczka kulturalno-oświatowa, twórczyni i kierowniczka Gminnej Biblioteki Publicznej w Gałkowie, wieloletnia opiekunka miejscowego zespołu pieśni i tańca, zob. biogram Leokadii Marciniak. 

## Publikacje wydane pod patronatem muzeum
- Andrzej Krzysztof Łuczak, Dzieje Gałkowa w pigułce. Gałkówek w powstaniu 1863 roku, Gałków 2003, Muzeum im. Leokadii Marciniak w Gałkowie Dużym, s. 44.
- Andrzej Krzysztof Łuczak, Gałkówek - dobra biskupie, Łódź 2006, ISBN 83-60604-08-8, Łódź 2006, "Piktor", s. 130.
- Dominik Trojak, Walki w okolicach Gałkowa 23-24 listopada 1914 roku, Gałków 2008, Muzeum im. Leokadii Marciniak w Gałkowie Dużym, s. 75.
- Gałkówek w poezji, w opracowaniu Małgorzaty Pakuły i Andrzeja Potańskiego, Gałków 2009, Muzeum im. Leokadii Marciniak w Gałkowie Dużym, s. 36.
- Tomasz Potański, Miejsca pamięci i pochówku w okolicach Gałkówka, Gałków 2009, Muzeum im. Leokadii Marciniak w Gałkowie Dużym, publikacja multimedialna.
- Eduard Kneifel, Harry Richter, Ewangelicko-luterańska parafia Brzeziny koło Łodzi 1829 r.-1945 r., przełożyła z j. niemieckiego Małgorzata Drabik, ISBN 978-83-926635-0-8, Łodź 2010, Littera-Artur Węgłowski, s. 143.
- Blisko Daleko II, Sympozjum Regionalistów - PRASZKA 2016, Wileńskie Towarzystwo Naukowe, Muzeum w Praszce ISBN 978-83-940074-9-2 s.140, 142